# Agda Montelius

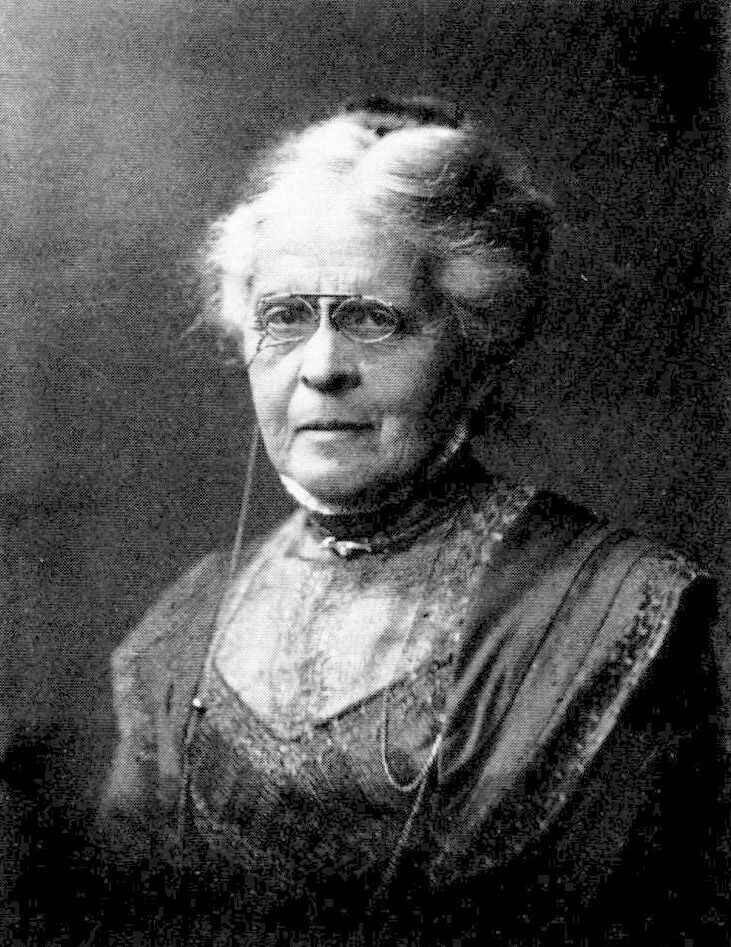

Agda Georgina Dorothea Alexandra Montelius (* 23. April 1850 in Köping, Västmanlands län, Schweden,  als Agda Reuterskiöld; † 27. Oktober 1920 in Stockholm) war eine schwedische Philanthropin und Frauenrechtlerin.

## Leben und Werk
Als jüngste Tochter des Offiziers und späteren Kriegsministers Fabian Reuterskiöld (1804–1891) und der Großgrundbesitzerstochter Anna Schenström wuchs Agda Montelius an wechselnden Orten auf. Längere Zeit besuchte sie die angesehene Mädchenschule Hammarstedtska flickskolan in Stockholm. 1871 heiratete sie den sieben Jahre älteren Archäologen und Prähistoriker Oscar Montelius. Sie nahm Anteil an seiner Arbeit und begleitete ihn auf Reisen im In- und Ausland. Daneben engagierte sie sich in ihrer församling (Kirchengemeinde) Maria Magdalena in Stockholm für die Armenfürsorge. Von 1879 bis 1892 war sie Vorsitzende der Maria skyddsförening. Um eine bessere Koordination der staatlichen und privaten Armenfürsorge in den Elendsvierteln der Hauptstadt zu erreichen, gründete sie 1889 die Föreningen för välgörenhetens ordnande („Vereinigung für die Ordnung der Wohltätigkeit“, FVO) und übernahm bis 1911 den Vorsitz in deren Zentralbüro. Hier setzte sie sich besonders dafür ein, dass Armenfürsorge immer Hilfe zur Selbsthilfe sein müsse. Weil den Müttern nach ihrer Überzeugung eine Schlüsselrolle bei der Überwindung der Armut zukam, engagierte sie sich auch in der Sällskapet för uppmuntran av öm och sedlig modersvård (etwa „Gesellschaft zur Ermunterung zu einer zärtlichen und sittlichen Mutterschaft“), ab 1901 in deren Vorstand. 1903 war sie an der Gründung des Centralförbundet för socialt arbete („Zentralverband für soziale Arbeit“) und 1906 an der des Svenska fattigvårdsförbundet („Schwedischer Armenfürsorgeverband“) beteiligt und gehörte auch deren Vorständen an.

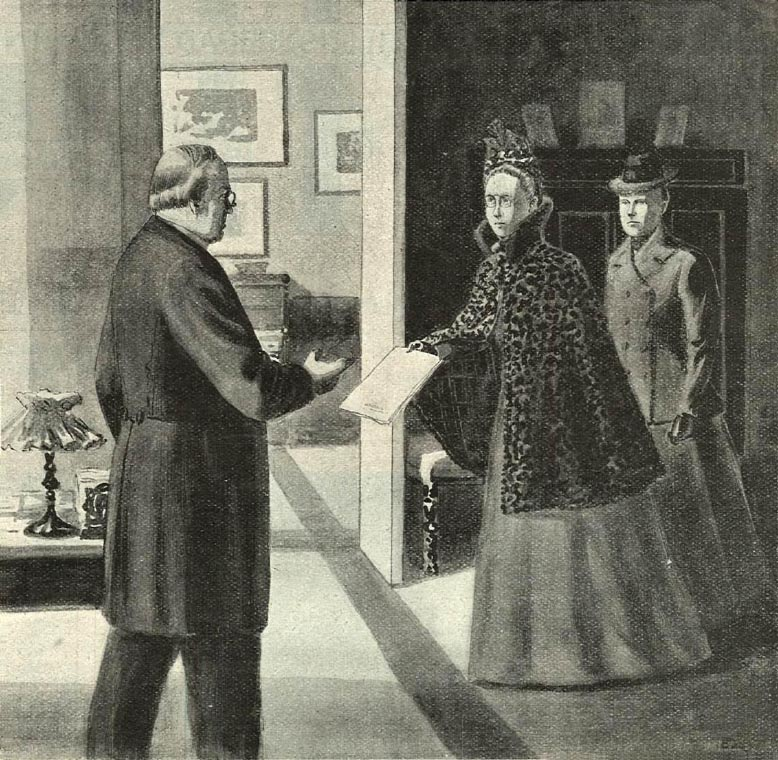
Agda Montelius und Gertrud Adelborg überreichen 1899 dem Premierminister Boström die Petition für das Frauenwahlrecht.

Aus dem Einsatz gegen die Armut folgte für Montelius die Notwendigkeit, die gesellschaftliche Stellung der Frauen zu verbessern. Sie wurde 1886 Mitglied des Fredrika-Bremer-Förbundet, der ältesten Frauenrechtsorganisation in Schweden, und übernahm nach dem Tod der Gründerin Sophie Adlersparre als stellvertretende Vorsitzende faktisch die Leitung des nominell noch von Männern geleiteten Vereins. Eines ihrer wichtigsten Ziele war das Frauenwahlrecht. So übergab sie gemeinsam mit Gertrud Adelborg 1899 dem Premierminister Erik Gustaf Boström eine vom Fredrika-Bremer-Förbundet initiierte Petition für das Frauenwahlrecht. 1903 gehörte sie zu den Gründerinnen der Landsföreningen för kvinnans politiska rösträtt („Landesvereinigung für das politische Stimmrecht der Frau“). 
1885 gehörte sie zu den Gründerinnen des Frauenkulturvereins Sällskapet Nya Idun und war dort von 1892 bis 1900 stellvertretende Vorsitzende und von 1900 bis 1901 Vorsitzende.
1910 wurde Montelius vom schwedischen König mit der Medaille Illis quorum ausgezeichnet.
Montelius starb mit 70 Jahren in Stockholm und wurde, wie auch ihr ein Jahr später gestorbener Ehemann, auf dem Norra begravningsplatsen in Solna bestattet.